# Дертьяш, Роза
Роза Дертьяш (Дертьаш, венг. Róza Gyertyás; Пустой шаблон {{ВД-Преамбула}} ) — венгерская дзюдоистка, бронзовый призёр чемпионата мира 2025 года.

## Биография
Роза Дертьяш борется в весовой категории до 52 килограммов и представляет Венгрию на международной спортивной арене.
Роза в 2022 и 2023 годах становилась чемпионкой Европы по дзюдо среди спортсменов до 23-х лет в весовой категории до 52 кг.
В 2023 году на турнире из серии Гран-При в Линце завоевала серебряную медаль. В 2024 году на турнирах серии Большого Шлема в Баку и Абу-Даби становилась обладателем бронзовой награды.
В июне 2025 года на чемпионате мира в Будапеште в весовой категории до 52 кг завоевала бронзовую медаль. В схватке за третье место одолела соперницу из Испании Ариану Торо Солер.